# Brooke Claxton
Pour l’article homonyme, voir Claxton.
Brooke Claxton (23 août 1898-13 juin 1960) est un avocat, professeur en droit commercial et homme politique fédéral du Québec.

## Études et carrière professionnelle
Né à Montréal, M. Claxton étudia au Lower Canada College et à l'Université McGill en 1915. Après un an d'étude à l'université, il quitta McGill pour s'engager avec les Victoria Rifles of Canada. Durant la Première Guerre mondiale, il fut sergent-major de la 10e Batterie de siège canadienne et combattit en Europe. 
De retour au Canada, il compléta ses études en droit à McGill et pratiqua ensuite à Montréal. Nommé au Conseil du Roi en 1939, il devint professeur-associé en droit commercial à McGill.

## Carrière politique

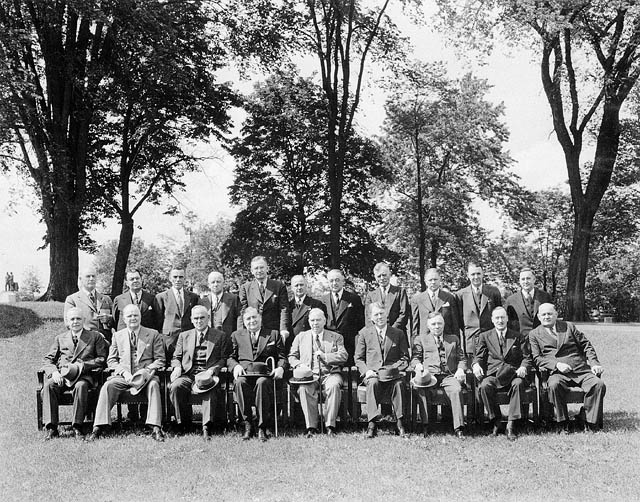
Conseil des ministres durant les 18e, 19e et au début de la 20e. En arrière de gauche à droite, J. J. McCann, Paul Joseph James Martin, Joseph Jean, J. A. Glen, Brooke Claxton, Alphonse Fournier, Ernest Bertrand, Andrew McNaughton, Lionel Chevrier, D. C. Abbott et D. L. MacLaren

Élu député du Parti libéral du Canada dans la circonscription fédérale de Saint-Laurent—Saint-Georges en 1940, il fut réélu en 1945, 1949 et en 1953. Il servit à titre de secrétaire parlementaire du Président du Conseil privé de 1943 à 1944, ainsi que comme ministre de la Santé nationale et du Bien-être social de 1944 à 1946 et de la Défense nationale de 1946 à 1954 dans les cabinets de Mackenzie King et de Louis St-Laurent.
En 1947, il fut à la tête de la délégation canadienne à la conférence du Commonwealth sur le Japon tenue en Australie. À titre de vice-président du comité ministériel concernant l'entrée de Terre-Neuve dans la Confédération canadienne en 1949, il signa les termes de l'union. Il représenta aussi le Canada lors de rencontres sur la défense tenu à Washington D.C., Paris et La Haye et aboutissant à la création de l'Organisation du traité de l'Atlantique nord. En tant que ministre de la Défense, il dût s'occuper de la démobilisation d'après-guerre, façonner la politique étrangère canadienne dans un contexte de Guerre froide et présida la participation canadienne durant la Guerre de Corée. 
En 1949, il nomma le Contre-amiral Rollo Mainguy à la tête d'une commission chargée d'enquêter sur les prétendues mutineries survenues sur plusieurs bateau de la marine au cours de l'année. Le rapport Mainguy ne décela aucun signe de subversion Communiste et estima que les revendications que les marins avaient évoquées étaient justifiées.

## Carrière post-politique
Il démissionna en 1954 pour devenir vice-président canadien de la compagnie d'assurance Metropolitan Insurrance Co. Malgré son retrait de la vie publique, il joua un rôle important dans la création du Conseil des Arts du Canada. Il mourut en 1960 à l'âge de 61 ans.
Il fut honoré par l'Université de la Saskatchewan qui lui remet le titre de Doctor of Laws lors du jubilé de 1959. L'édifice Brooke Claxton, situé à Ottawa, abrite le Département de la Santé, est nommé en l'honneur du premier ministre du ministère de la Santé.